# Louis Hercule Timoléon de Cossé-Brissac
Pour les autres membres de la famille, voir Maison de Cossé-Brissac.
Pour les articles homonymes, voir Cossé et Brissac.
Louis Hercule Timoléon de Cossé-Brissac, 8e duc de Brissac, né à Paris le 14 février 1734, assassiné à Versailles le 9 septembre 1792, pair et grand panetier de France, capitaine-colonel des Cent-Suisses de la garde du roi, maréchal de camp en 1780, gouverneur de Paris (1771-1791) et chevalier de ses ordres.

## Biographie

### Parcours
Personnage important à la cour de Louis XV et de Louis XVI, il est le fils de Jean Paul Timoléon de Cossé-Brissac, grand panetier et gouverneur de Paris sous Louis XV, et de Marie Josèphe Durey de Sauroy. Il compte, sous le règne de Louis XVI, parmi les hommes les plus riches du royaume.
Il est d’abord capitaine de dragons dans le régiment de Caraman, puis guidon des gendarmes d'Aquitaine à partir de 1754.
En 1759, il devient maître de camp du régiment de cavalerie de Bourgogne, puis capitaine commandant des Cent-Suisses de la Garde du Roi. À la suite de la démission de son père, le 19 février 1775. il devient gouverneur de Paris.
Il est nommé commandant en chef de la Garde constitutionnelle du Roi Louis XVI (1791). Cette garde est créée par la Constitution de 1791, qui attribue au Roi une protection assurée par 1 800 hommes qu'il est autorisé à recruter directement parmi les troupes de lignes et les gardes nationaux ayant prêté les serments civiques. Une fois constituée, à la demande de Louis XVI, la composition de la Garde royale est soumise à la vérification par la municipalité de Paris. Nonobstant, sur dénonciations de quelques individus refusés à l'engagement dans la garde ou renvoyés pour indiscipline, dénonciations non vérifiées, le 29 mai 1792, les députés jacobins obtiennent que l'Assemblée, en violation de la Constitution, décrète la dissolution de ce corps accusé d'opinions contre-révolutionnaires, reprochant à son chef sa fidélité au Roi et son refus d'admettre au sein de la Garde royale des anciens gardes françaises ayant participé à la prise de la Bastille.
Brissac est alors accusé :

« D'avoir introduit ou laissé introduire dans cette garde un esprit inconstitutionnel et contrerévolutionnaire et d’avoir ainsi attenté à la sûreté de l'État. »

En réalité, Brissac est tout au contraire opposé à l'émigration et n'admet au sein de la Garde aucun émigré, pas plus qu'il n'encourage les velléités d'émigration autour de lui. Interrogé après son arrestation par les juges d'Orléans, il répondit : « Le Corps et moi, tout à la Constitution sanctionnée par le Roi. »

### Emprisonnement et assassinat
Le commandant de la Garde constitutionnelle du Roi est arrêté sans que Louis XVI ne puisse s'y opposer, l'envoi devant la Haute Cour n'étant pas soumis à sa sanction. Emprisonné à Orléans en attendant d'être jugé, Brissac est transféré à Versailles avec d'autres prévenus, dont Arnaud de Laporte, ex-intendant du Roi ainsi que le juge de paix Étienne Larivière, qui avait réclamé la condamnation des députés jacobins Antoine Merlin de Thionville, Claude Basire et François Chabot pour dénonciations calomnieuses ; personnalités dont le témoignage serait précieux dans le cas où le Roi serait jugé. Au cours de ce transfert organisé à dessein, les prisonniers, dont plusieurs avaient été expressément menacés de mort par leurs gardiens, sont arrêtés à Versailles, poussés dans l'Orangerie du château et massacrés le 9 septembre, non par des Versaillais mais par des hommes composant l'escorte, avec l'aval de Roland, ministre de l'Intérieur. Homme de grande force et de grand courage, il résista longtemps à ses assassins, reçut plusieurs blessures et fut finalement tué par un coup de sabre.
Son cadavre est mutilé et dépecé. Son cœur arraché est promené dans les rues de Versailles, et sa tête ensanglantée est lancée de l'extérieur dans le salon de la comtesse du Barry, sa maîtresse, à Louveciennes. Il est inhumé le 9 septembre 1792 au cimetière Saint-Louis de Versailles.

### Postérité
Homme d'esprit, membre de la société des « Lanturelus » de Marie-Thérèse de La Ferté-Imbault, à la fois bibliophile et amateur d'art, la collection de son hôtel parisien contenait nombre de tableaux de maître hollandais. Après leur saisie à la Révolution, ses objets d'art sont envoyés au Louvre et les livres à la Bibliothèque nationale.

Il s'était toujours distingué par son dévouement à Louis XVI, et il répondit à quelqu'un qui lui témoignait beaucoup d'admiration pour sa conduite : 

« Je ne fais que ce que je dois à ses ancêtres et aux miens. »

Ses vertus et sa mort ont inspiré à Delille de beaux vers dans le 5e chant du poème de la Pitié. On trouve également des anecdotes sur le duc de Brissac dans l'intéressant ouvrage intitulé Paris, Versailles et les provinces.

### Mariage et descendance
Il se marie en 1760 à Diane Hortense Mazarini Mancini (1742-1808), arrière-petite-nièce du cardinal Mazarin, dont il a :
- Adélaïde (1765-1820), mariée en 1782 avec Victurnien Jean-Baptiste de Rochechouart, duc de Mortemart ;
- Jules Gabriel Timoléon (1771-1775).

### Patrimoine
Le duc de Brissac acquiert en 1772 le grand et le petit hôtels de Villars (devenus aujourd'hui respectivement mairie du VIIe arrondissement et section collège de l'établissement Paul Claudel-d'Hulst), auprès du marquis de Vogüé et de la comtesse de Vezins, héritiers du maréchal de Villars. Le jardin, qu'il fait réaménager à l'anglaise et planter d'essences exotiques, attire les curieux, de même que l'impressionnante collection d'art qu'il rassemble dans l'édifice. Les hôtels, saisis après l'assassinat du duc, deviennent notamment pendant un temps siège du ministre de l'Intérieur.

### Sources et bibliographie
- « Louis Hercule Timoléon de Cossé-Brissac », dans Louis-Gabriel Michaud, Biographie universelle ancienne et moderne : histoire par ordre alphabétique de la vie publique et privée de tous les hommes avec la collaboration de plus de 300 savants et littérateurs français ou étrangers, 2e édition, 1843-1865 [détail de l’édition].
- Les sources d’archives relatives aux membres de la Garde constitutionnelle de Louis XVI sont décrites par les Archives nationales (France).